# Lužnice (wieś)
Lužnice (cyr. Лужнице) – wieś w Serbii, w okręgu szumadijskim, w mieście Kragujevac. W 2011 roku liczyła 981 mieszkańców.